# ERS-118

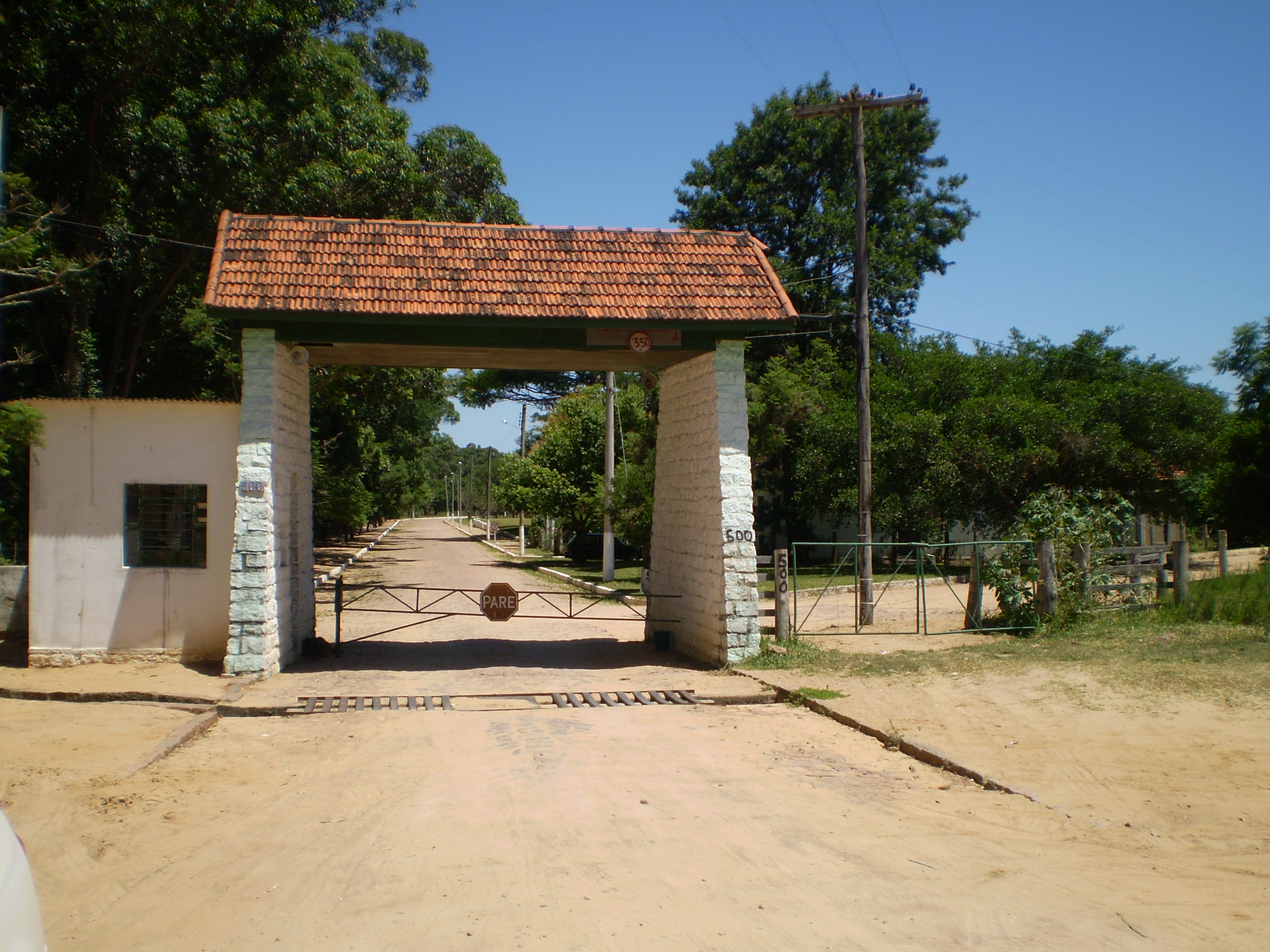
Fim da rodovia, na entrada do Hospital Colônia Itapuã

A Rodovia Mário Quintana (RS-118) é uma rodovia brasileira do estado do Rio Grande do Sul.
É uma rodovia que liga a BR-116 em Sapucaia do Sul ao distrito de Itapuã (Viamão), passando pela BR-290, denominada free-way, a principal rodovia que liga a capital Porto Alegre ao litoral.
Pela direção e sentido que ela percorre, é considerada uma rodovia longitudinal.

## História
A RS-118 é uma rodovia que ficou sem ser duplicada por muitos anos, famosa na região por excessos de acidentes e mortes. Houve um movimento pela duplicação que, segundo o cronograma, iniciou no sentido de Gravataí para Sapucaia do Sul. A rodovia ficou por muitos anos em péssimo estado, possuindo uma grande quantidade de buracos e, com uma pista irregular, sujeitando os motoristas a riscos. Seu acostamento, em muitos trechos, não poderia ser utilizado.
Segundo estatísticas referentes a acidentes de motos, em 2002 foram registrados 76 acidentes; em 2003, 79; em 2004, 99. Cumpre observar que entre os anos 2002 a 2004 essa rodovia ficou em quarto lugar no ranking das rodovias do Rio Grande do Sul com maior ocorrência de acidentes de motos. O quilômetro 2, no município de Sapucaia do Sul, e a chegada em Gravataí, após a Polícia Rodoviária Estadual, são considerados os mais perigosos.
Em 23 de dezembro de 2020, após quase vinte anos de obras e atendendo um antigo desejo dos municípios por onde passa, a rodovia teve sua duplicação concluída, com construção de novos viadutos e implantação de acostamentos. A inauguração teve ato com o governador Eduardo Leite.

## A rodovia em trechos
| Início do trecho especificado                         | Fim do trecho especificado                            | Trecho em Km | Geral em Km | Situação                            |
| ----------------------------------------------------- | ----------------------------------------------------- | ------------ | ----------- | ----------------------------------- |
| Entroncamento BR-116, Sapucaia do Sul                 | Rua Nações Unidas, Sapucaia do Sul                    | 1,05 km      | 1,05 km     | Trecho duplicado                    |
| Rua Nações Unidas, Sapucaia do Sul                    | Entroncamento com RS-010, Cachoeirinha                | 4,79 km      | 5,84 km     | Trecho duplicado                    |
| Entroncamento com RS-010, Cachoeirinha                | Entroncamento com RS-020, Passo do Hilário            | 10,27 km     | 16,11 km    | Trecho duplicado                    |
| Entroncamento com RS-020, Passo do Hilário            | Ponto inicial do trecho unificado com RS-030          | 4,23 km      | 20,34 km    | Trecho duplicado                    |
| Ponto inicial do trecho unificado com RS-030          | Ponto final do trecho unificado com RS-030            | 1,3 km       | 21,84 km    | Trecho duplicado                    |
| Ponto final do trecho unificado com RS-030            | Entroncamento com BR-290, Industrial                  | 0,45 km      | 22,29 km    | Trecho duplicado                    |
| Entroncamento com BR-290, Industrial                  | Estrada Cândido Pinheiro de Barcelos, Estância Grande | 4,97 km      | 27,26 km    | Trecho pavimentado de pista simples |
| Estrada Cândido Pinheiro de Barcelos, Estância Grande | Entroncamento com RS-762, Viamão                      | 7,48 km      | 34,74 km    | Trecho pavimentado de pista simples |
| Entroncamento com RS-762, Viamão                      | Entroncamento com RS-040, Viamão                      | 3,55 km      | 38,29 km    | Trecho pavimentado de pista simples |
| Entroncamento com RS-040, Viamão                      | Passo do Fiúza                                        | 1,17 km      | 39,46 km    | Trecho pavimentado de pista simples |
| Passo do Fiúza                                        | Lami                                                  | 19,1 km      | 58,56 km    | Trecho sem pavimentação             |
| Lami                                                  | Passo do Varejão                                      | 4,57 km      | 63,13 km    | Trecho pavimentado de pista simples |
| Passo do Varejão                                      | Rua Nossa Senhora dos Navegantes, Itapuã              | 7,49 km      | 70,62 km    | Trecho pavimentado de pista simples |
| Rua Nossa Senhora dos Navegantes, Itapuã              | Hospital Colônia Itapuã                               | 9,9 km       | 80,52 km    | Trecho em obras de pavimentação     |